# Silvano Varettoni
Silvano Varettoni (* 3. Dezember 1984 in Pieve di Cadore) ist ein ehemaliger italienischer Skirennläufer. Er war auf die Disziplinen Abfahrt und Super-G spezialisiert und gehörte ab 2004 dem italienischen Nationalkader an.

## Biografie
Varettoni bestritt seine ersten FIS-Rennen im Dezember 1999. Der erste Start im Europacup folgte im März 2001, in den ersten Jahren kam er aber nur bei wenigen Rennen zum Einsatz. Einen ersten großen Erfolg erzielte er bei den Juniorenweltmeisterschaften 2004, wo er die Silbermedaille in der Abfahrt gewann. Ab der Saison 2005/06 ging er regelmäßig im Europacup an den Start und erreichte mit mehreren Platzierungen unter den besten fünf den fünften Platz in der Super-G-Wertung. In der folgenden Saison fuhr er im Super-G von Tignes erstmals auf das Podest und belegte im Endklassement den fünften Rang in der Abfahrt und den sechsten Rang im Super-G.
Ab der Saison 2006/07 startete Varettoni auch im Weltcup, seine ersten Punkte gewann er am 10. März 2007 in der Abfahrt von Kvitfjell mit Platz 29. In der Saison 2007/08 erreichte er am 29. Dezember 2007 mit Rang 18 in der Abfahrt von Bormio sein für die nächsten fünf Jahre bestes Weltcupergebnis, im Super-G von Kitzbühel kam er auf Platz 23. Am 29. Februar 2008 stürzte Varettoni in der Abfahrt von Kvitfjell und zog sich dabei schwere Knieverletzungen zu. Im Rest des Winters sowie in der gesamten folgenden Saison 2008/09 konnte er keine Rennen bestreiten.
Nach seiner Verletzungspause kam Varettoni wieder vorwiegend im Europacup zum Einsatz. Dabei erreichte er im Winter 2009/10 drei Top-10-Ergebnisse, doch in der nächsten Saison 2010/11 kam er nicht über einen 20. Platz hinaus. Im Februar 2012 gelang ihm im Super-G von Sarntal/Reinswald der erste Europacupsieg. Mit einem weiteren Podestplatz in La Thuile belegte er in der Super-G-Wertung der Saison 2011/12 den fünften Platz.
Im Weltcup kam Varettoni nach seiner Verletzungspause zunächst nur im Dezember 2009 und Dezember 2010 zu insgesamt vier Einsätzen, bei denen er ohne Punkte blieb. Nach fast zweijähriger Weltcuppause startete er im Dezember 2012 wieder bei den Weltcuprennen in Gröden, bei denen er in der Abfahrt mit Startnummer 51 überraschend den neunten Platz erreichte. Das bisher beste Weltcupergebnis seiner Karriere erzielte er am 28. Februar 2015 mit dem 4. Platz in der Abfahrt von Garmisch-Partenkirchen.
Im März 2016 gab Varettoni sein Karriereende bekannt.

## Erfolge

### Weltcup
- 5 Platzierungen unter den besten zehn

### Weltcupwertungen
| 2006/07 | 147.                                | 2                                   | 56.                                 | 2                                   | –                                   | –                                   |                                     |                                     |                                     |                                     |                                     |                                     |
| 2007/08 | 116.                                | 21                                  | 46.                                 | 13                                  | 40.                                 | 8                                   |                                     |                                     |                                     |                                     |                                     |                                     |
| 2008/09 | verletzungsbedingt keine Ergebnisse | verletzungsbedingt keine Ergebnisse | verletzungsbedingt keine Ergebnisse | verletzungsbedingt keine Ergebnisse | verletzungsbedingt keine Ergebnisse | verletzungsbedingt keine Ergebnisse | verletzungsbedingt keine Ergebnisse | verletzungsbedingt keine Ergebnisse | verletzungsbedingt keine Ergebnisse | verletzungsbedingt keine Ergebnisse | verletzungsbedingt keine Ergebnisse | verletzungsbedingt keine Ergebnisse |
| 2012/13 | 70.                                 | 89                                  | 26.                                 | 89                                  | –                                   | –                                   |                                     |                                     |                                     |                                     |                                     |                                     |
| 2013/14 | 60.                                 | 100                                 | 23.                                 | 93                                  | 47.                                 | 7                                   |                                     |                                     |                                     |                                     |                                     |                                     |
| 2014/15 | 84.                                 | 67                                  | 30.                                 | 67                                  | –                                   | –                                   |                                     |                                     |                                     |                                     |                                     |                                     |
| 2015/16 | 161.                                | 1                                   | 59.                                 | 1                                   | –                                   | –                                   |                                     |                                     |                                     |                                     |                                     |                                     |

### Juniorenweltmeisterschaften
- Maribor 2004: 2. Abfahrt, 40. Super-G

### Europacup
- Saison 2005/06: 5. Super-G-Wertung
- Saison 2006/07: 5. Abfahrtswertung, 6. Super-G-Wertung
- Saison 2011/12: 5. Super-G-Wertung
- Saison 2012/13: 6. Gesamtwertung, 3. Super-G-Wertung, 4. Abfahrtswertung
- 7 Podestplätze, davon 2 Siege:

| Datum            | Ort               | Land     | Disziplin |
| ---------------- | ----------------- | -------- | --------- |
| 10. Februar 2012 | Sarntal/Reinswald | Italien  | Super-G   |
| 14. März 2013    | Sotschi           | Russland | Super-G   |

### Weitere Erfolge
- 4 Siege in FIS-Rennen